# Agaric auguste
Espèce
L'agaric auguste ou agaric impérial (Agaricus augustus) est un champignon basidiomycète du genre Agaricus et de la famille des Agaricaceae.
Synonyme :
- Psalliota augusta.

## Fiche
Chapeau : jusqu'à 15 cm de diamètre, couvert de mèches brun-roux sur fond crème.
Lames : libres, de couleur crème et gris-rose puis brunes comme la majorité des champignons de cette famille.
Pied : assez élancé, en moyenne 8 - 15 cm de longueur et 2 - 3 cm d'épaisseur, souvent un peu en massue, portant un large anneau blanc en jupe à face inférieure floconneuse ; le pied n'est pas lisse sous l'anneau, mais couvert de bourrelets cotonneux crème ou roussâtres.
Chair : blanche, un peu jaunissante dans le chapeau et rosissant à la base du pied; à odeur d'amandes amères.
Comestibilité :longtemps considéré comme bon comestible, une toxicité  révélée par des substances cancérigènes contenues dans sa chair le classe désormais parmi les espèces dangereuses et à rejeter.

## Identification, espèces proches
Ce gros agaric se reconnaît facilement à son chapeau couvert de mèches rousses, à sa chair qui change peu de couleur et à son odeur nette, agréable, rappelant celle des amandes amères.
D'autres agarics ont un chapeau semblable, mais leurs mèches sont plus brunes que rousses, leur chair devient en général fortement rouge à la manipulation.
C'est le cas de l'agaric des forêts (Agaricus silvaticus), par exemple, qui pousse surtout dans les forêts de conifères.

## Habitat et saison
On trouve l'agaric auguste dans les bois de feuillus, parfois en lisière, et aussi dans les endroits herbeux notamment en automne.